# Coleophora pseudopoecilella
Coleophora pseudopoecilella é uma espécie de mariposa do gênero Coleophora pertencente à família Coleophoridae.